# Tobias Eriksson
Ej att förväxla med Tobias Ericsson.
Robert Tobias Eriksson, född 19 mars 1985 i Ljusdal, är en svensk före detta fotbollsspelare (mittfältare) som spelade för GIF Sundsvall och Kalmar FF.

## Klubbkarriär
Tobias Eriksson lämnade moderklubben Ljusdal som 15-åring och flyttade till Sundsvall för att gå fotbollsgymnasiet och anslöt därmed till Giffarnas talangverksamhet. 2004 fick han debutera i GIF Sundsvalls A-lag i en bortamatch mot Malmö FF i Allsvenskan.
2007 gjorde han två mål i den sista och avgörande matchen i Superettan, borta mot Ljungskile, där GIF Sundsvall vände underläge 0-2 till seger med 4-2 och åter tog steget upp i Allsvenskan. När GIF sedan åkte ur Allsvenskan igen året efter lämnade han för allsvenska Kalmar FF. Eriksson debuterade för Kalmar 2009 där han spelade i 29 av 30 matcher. Efter att ha drabbats av en knäskada som ledde till operation var han frånvarande vid nio matcher under den efterföljande säsongen. Under 2011 spelade han 27 av 28 matcher och gjorde totalt tre mål.
År 2012 drogs Eriksson med skador och spelade bara 2/3 av säsongen. Efter säsongen gick Erikssons kontrakt med KFF ut. Han såg sig om efter andra möjligheter, bland annat utomlands, men skrev i december 2012 på ett nytt treårskontrakt med Kalmar FF Under säsongen 2013 fortsatte skadeproblematiken och han spelade totalt 13 matcher i Allsvenskan.
I december 2018 återvände Eriksson till GIF Sundsvall i Superettan, där han skrev på ett tvåårskontrakt.
Den 19 oktober 2020 meddelade Eriksson att den säsongen skulle bli hans sista som elitfotbollsspelare och den 5 december spelade han sin sista match. Totalt blev det 17 säsonger på elitnivå, 285 allsvenska matcher och 38 mål i högsta serien. 

## Landslagskarriär
Den 21 januari 2010 spelade Eriksson sin första match i landslaget i en träningsmatch mot Oman under landslagets årliga "Vinterturné". Två dagar senare spelade han i en match mot Syrien.

## Meriter
Kalmar FF
- Supercupen 2009

### Webbsidor
- Tobias Eriksson på Svenska Fotbollförbundets webbplats
- Eriksson på Transfermarkt.co.uk